# District de Daxiang
Le district de Daxiang (大祥区 ; pinyin : Dàxiáng Qū) est une subdivision administrative de la province du Hunan en Chine. Il est placé sous la juridiction de la ville-préfecture de Shaoyang.